# Phaeostigma holzingeri
Phaeostigma holzingeri là một loài côn trùng trong họ Raphidiidae thuộc bộ Raphidioptera. Loài này được Rausch & H. Aspöck miêu tả năm 1993.